# Arc-sous-Cicon
Pour les articles homonymes, voir Arc.
Arc-sous-Cicon est une commune française située dans le département du Doubs, la région culturelle et historique de Franche-Comté et la région administrative Bourgogne-Franche-Comté.

## Géographie
Située en fond de cuvette, Arc-sous-Cicon est dominée par le crêt Monniot, qui culmine à 1 141 mètres.

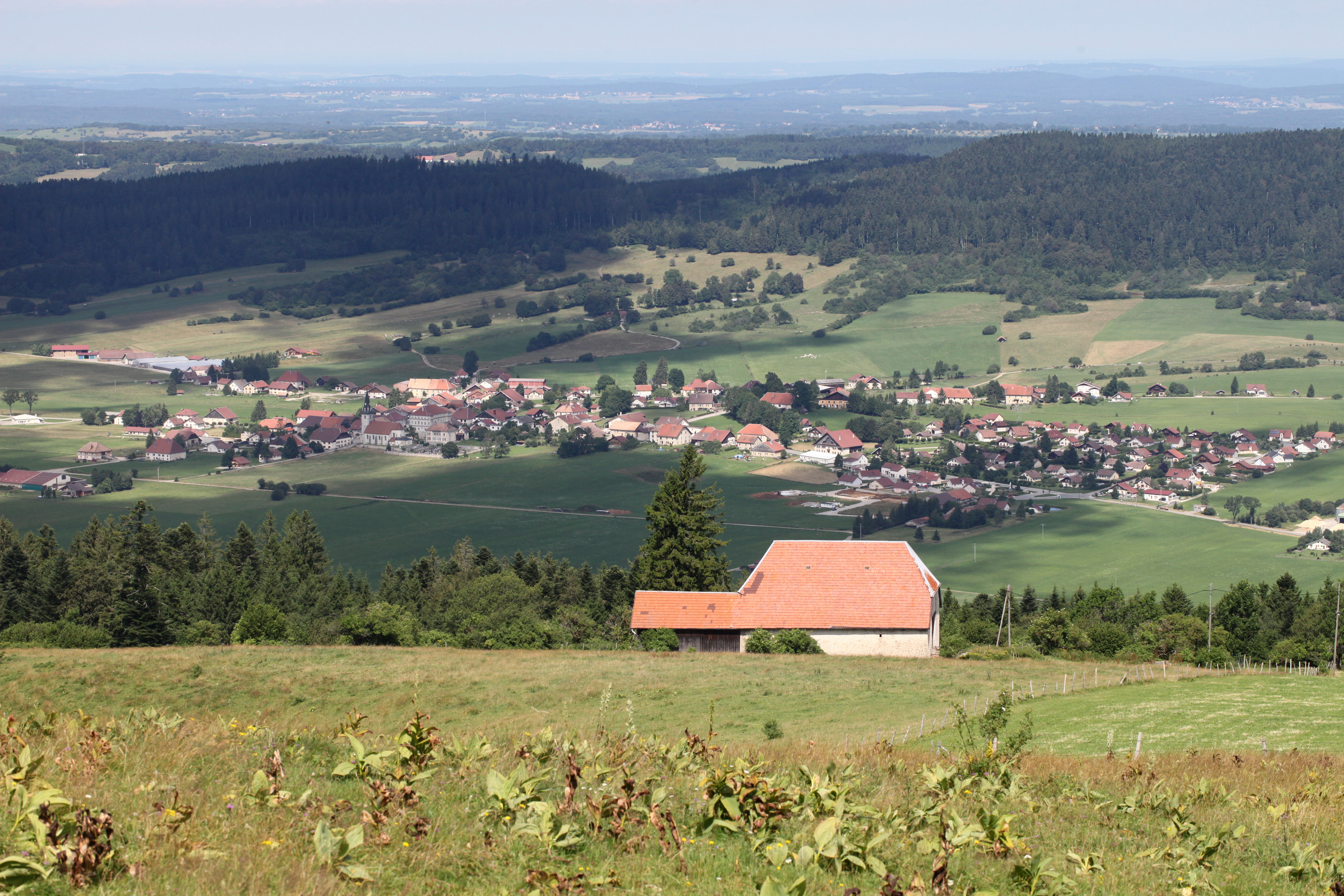
Vue générale du village depuis le Crêt Monniot.

### Climat
Pour des articles plus généraux, voir Climat de la Bourgogne-Franche-Comté et Climat du Doubs.
En 2010, le climat de la commune est de type climat de montagne, selon une étude du Centre national de la recherche scientifique s'appuyant sur une série de données couvrant la période 1971-2000. En 2020, Météo-France publie une typologie des climats de la France métropolitaine dans laquelle la commune est exposée à un climat de montagne ou de marges de montagne et est dans la région climatique Jura, caractérisée par une forte pluviométrie en toutes saisons (1 000 à 1 500 mm/an), des hivers rigoureux et un ensoleillement médiocre.
Pour la période 1971-2000, la température annuelle moyenne est de 7,8 °C, avec une amplitude thermique annuelle de 16,6 °C. Le cumul annuel moyen de précipitations est de 1 505 mm, avec 13,1 jours de précipitations en janvier et 11,1 jours en juillet. Pour la période 1991-2020, la température moyenne annuelle observée sur la station météorologique de Météo-France la plus proche, « Épenoy », sur la commune d'Épenoy à 9 km à vol d'oiseau, est de 9,2 °C et le cumul annuel moyen de précipitations est de 1 363,0 mm. 
La température maximale relevée sur cette station est de 36,4 °C, atteinte le 7 août 2003 ; la température minimale est de −18,8 °C, atteinte le 5 février 2012,,.
Les paramètres climatiques de la commune ont été estimés pour le milieu du siècle (2041-2070) selon différents scénarios d'émission de gaz à effet de serre à partir des nouvelles projections climatiques de référence DRIAS-2020. Ils sont consultables sur un site dédié publié par Météo-France en novembre 2022.

## Urbanisme

### Typologie
Au 1er janvier 2024, Arc-sous-Cicon est catégorisée commune rurale à habitat dispersé, selon la nouvelle grille communale de densité à 7 niveaux définie par l'Insee en 2022.
Elle est située hors unité urbaine. Par ailleurs la commune fait partie de l'aire d'attraction de Pontarlier, dont elle est une commune de la couronne,. Cette aire, qui regroupe 54 communes, est catégorisée dans les aires de moins de 50 000 habitants,.

### Occupation des sols
L'occupation des sols de la commune, telle qu'elle ressort de la base de données européenne d’occupation biophysique des sols Corine Land Cover (CLC), est marquée par l'importance des territoires agricoles (53,3 % en 2018), en augmentation par rapport à 1990 (52,1 %). La répartition détaillée en 2018 est la suivante : 
prairies (48,2 %), forêts (41 %), zones agricoles hétérogènes (5,1 %), zones urbanisées (2,1 %), milieux à végétation arbustive et/ou herbacée (2 %), zones humides intérieures (1,6 %). L'évolution de l’occupation des sols de la commune et de ses infrastructures peut être observée sur les différentes représentations cartographiques du territoire : la carte de Cassini (XVIIIe siècle), la carte d'état-major (1820-1866) et les cartes ou photos aériennes de l'IGN pour la période actuelle (1950 à aujourd'hui).

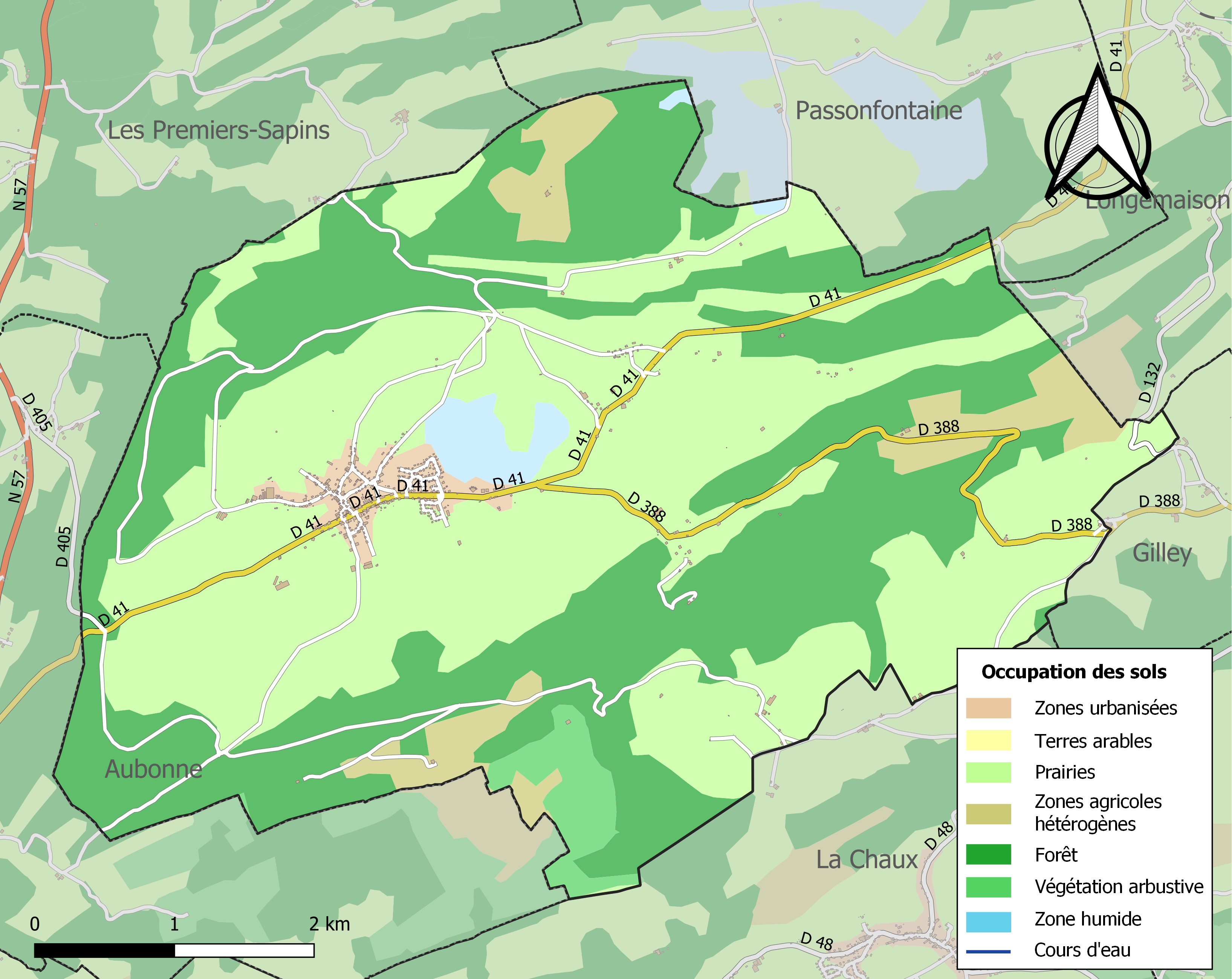
Carte des infrastructures et de l'occupation des sols de la commune en 2018 (CLC).

## Toponymie
Widdo de castello qui vocatur Sicco en 1097 ; Cicons en 1162 ; Arc-dessous-Cicons en 1278 ; Arcus supra Cicon en 1280.

## Politique et administration
| Période                                  | Période  | Identité       | Étiquette | Qualité  |
| ---------------------------------------- | -------- | -------------- | --------- | -------- |
| 1989                                     | 1995     | Jean Léchine   |           |          |
| 1995                                     | 2020     | Gilbert Billot | PS        | Retraité |
| 2020                                     | En cours | Benoit Viennet |           |          |
| Les données manquantes sont à compléter. |          |                |           |          |

## Démographie
L'évolution du nombre d'habitants est connue à travers les recensements de la population effectués dans la commune depuis 1793. Pour les communes de moins de 10 000 habitants, une enquête de recensement portant sur toute la population est réalisée tous les cinq ans, les populations de référence des années intermédiaires étant quant à elles estimées par interpolation ou extrapolation. Pour la commune, le premier recensement exhaustif entrant dans le cadre du nouveau dispositif a été réalisé en 2007.

En 2022, la commune comptait 751 habitants, en évolution de +12,09 % par rapport à 2016 (Doubs : +1,88 %, France hors Mayotte : +2,11 %).
| 1793 | 1800 | 1806 | 1821 | 1831  | 1836  | 1841  | 1846 | 1851 |
| ---- | ---- | ---- | ---- | ----- | ----- | ----- | ---- | ---- |
| 867  | 819  | 900  | 910  | 1 087 | 1 089 | 1 031 | 983  | 977  |

| 1856 | 1861 | 1866 | 1872 | 1876 | 1881 | 1886 | 1891 | 1896 |
| ---- | ---- | ---- | ---- | ---- | ---- | ---- | ---- | ---- |
| 905  | 968  | 941  | 959  | 970  | 985  | 961  | 980  | 945  |

| 1901 | 1906 | 1911 | 1921 | 1926 | 1931 | 1936 | 1946 | 1954 |
| ---- | ---- | ---- | ---- | ---- | ---- | ---- | ---- | ---- |
| 858  | 872  | 853  | 737  | 716  | 721  | 727  | 693  | 688  |

| 1962 | 1968 | 1975 | 1982 | 1990 | 1999 | 2006 | 2007 | 2012 |
| ---- | ---- | ---- | ---- | ---- | ---- | ---- | ---- | ---- |
| 684  | 648  | 598  | 604  | 507  | 532  | 603  | 613  | 663  |

| 2017 | 2022 | - | - | - | - | - | - | - |
| ---- | ---- | - | - | - | - | - | - | - |
| 665  | 751  | - | - | - | - | - | - | - |

## Culture locale et patrimoine

### Lieux et monuments
- École-mairie d'Arc-sous-Cicon construite entre 1847 et 1864, inscrite aux monuments historiques depuis 2005.
- Église Saint-Étienne, bâtie vers 1748, a été complétée d'un clocher en 1822[19]. La flèche, touchée par la foudre, a été reconstruite.
- Château[20] : ancienne demeure de la seconde moitié du XVIIe siècle, il a appartenu à la famille des Doroz. C'est l'un des deux châteaux représentés sur les armoiries de la commune, le second étant celui de Cicon, détruit au XVe siècle.
- Chapelle de Vaux Navier
- Nombreuses fermes typiques du Haut-Doubs recensées dans la base Mérimée.

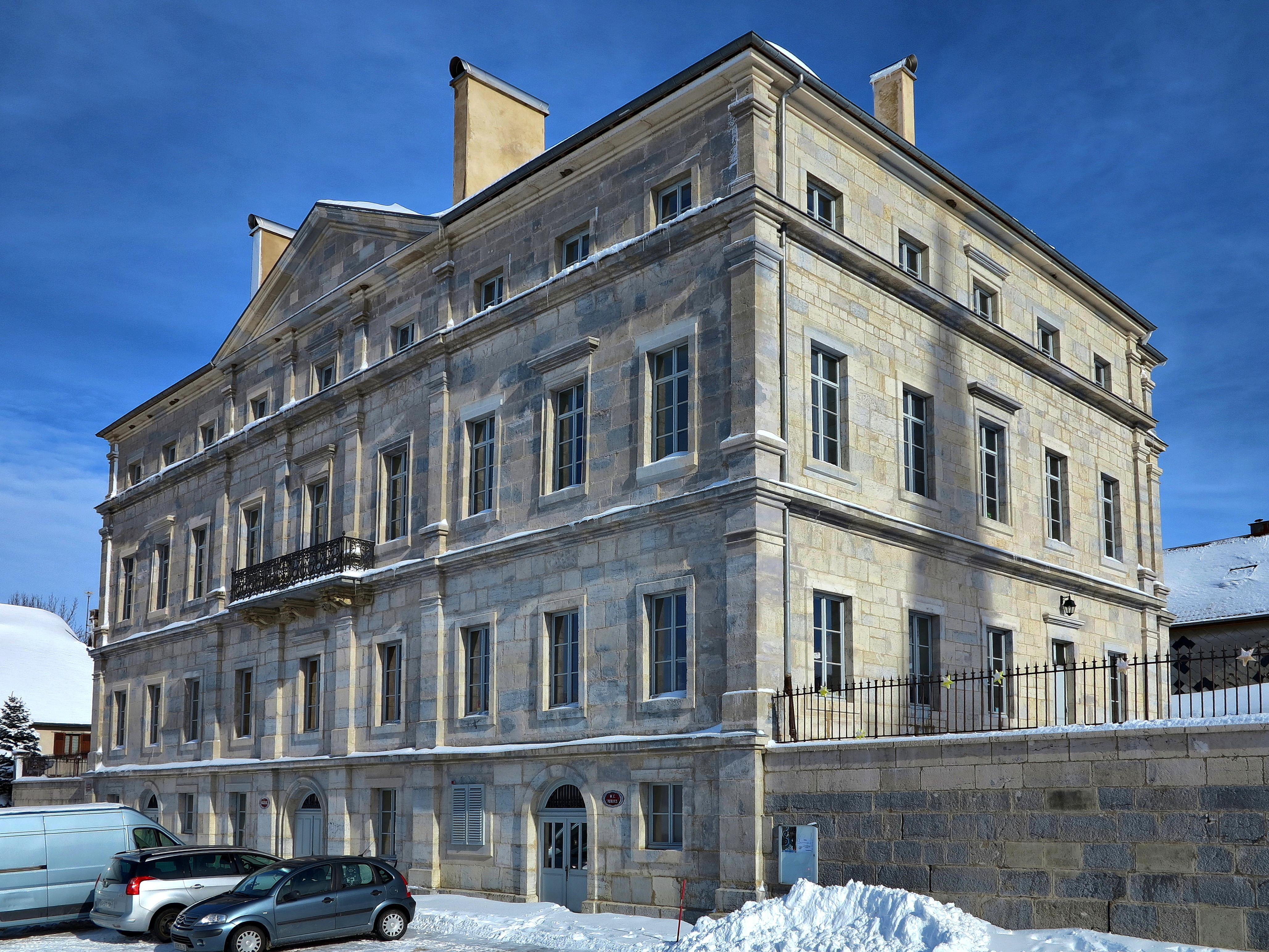
Mairie-école.
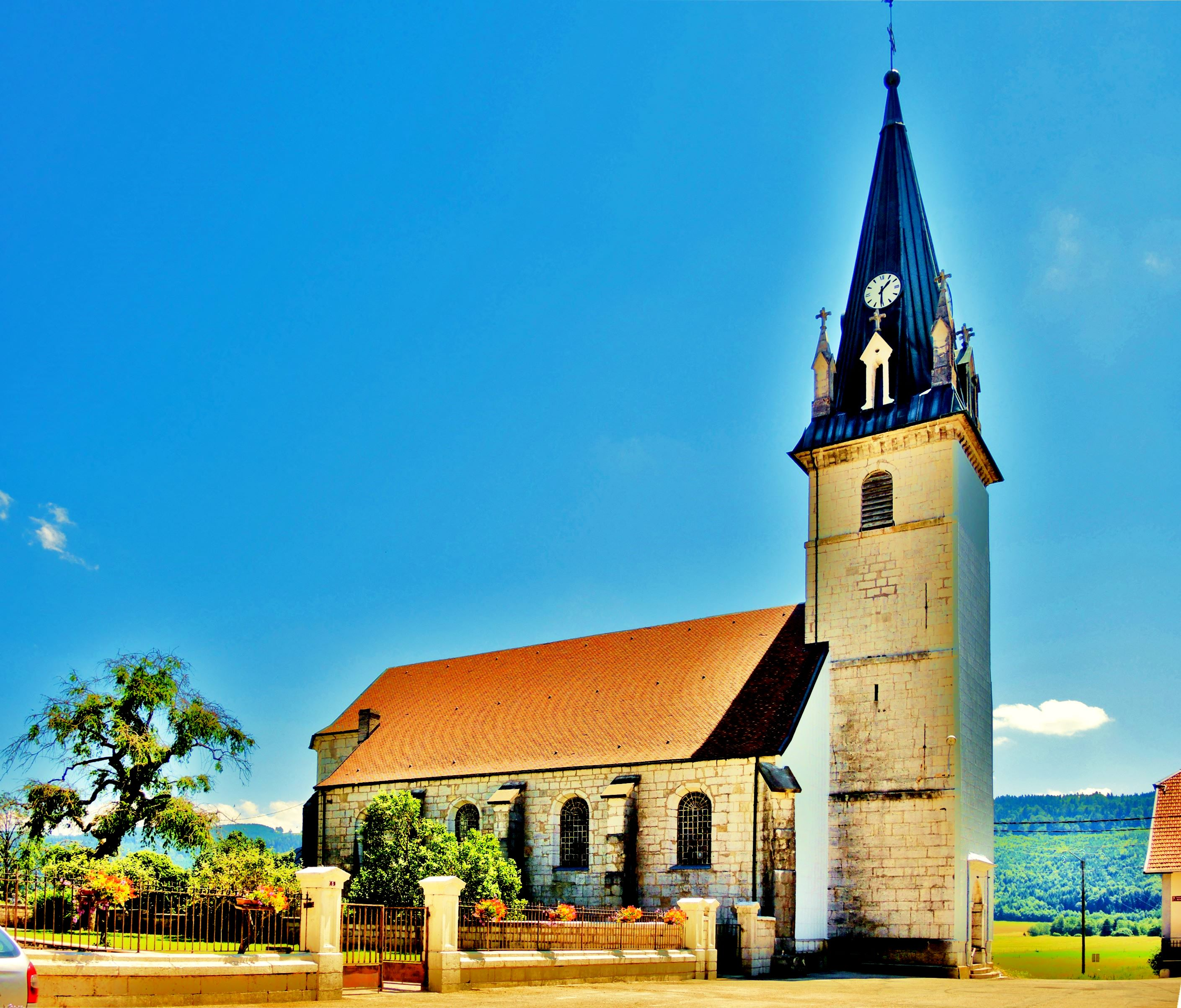
Église Saint-Étienne.
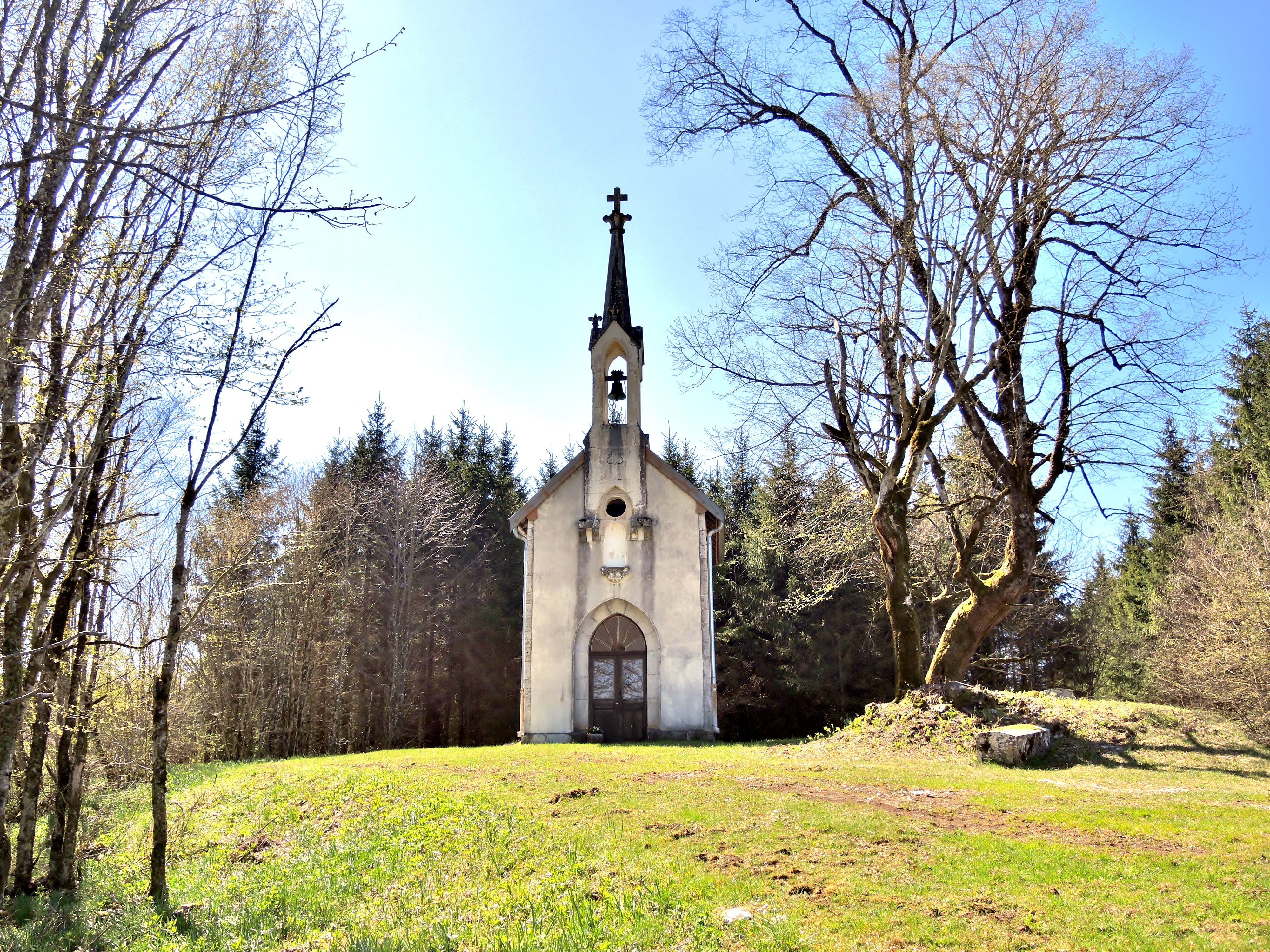
Chapelle de  Vaux Navier.
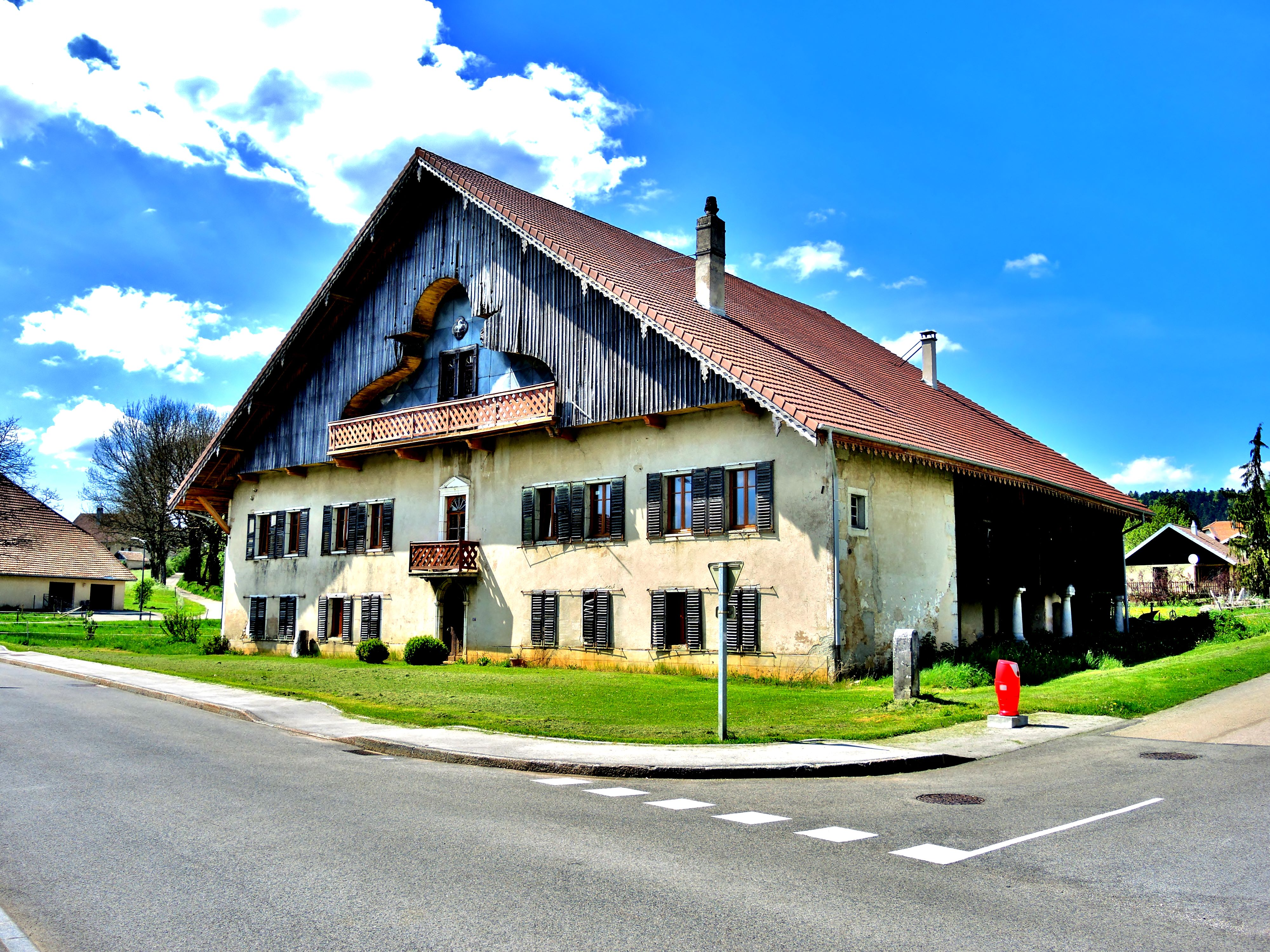
Ferme typique du Haut-Doubs[21].
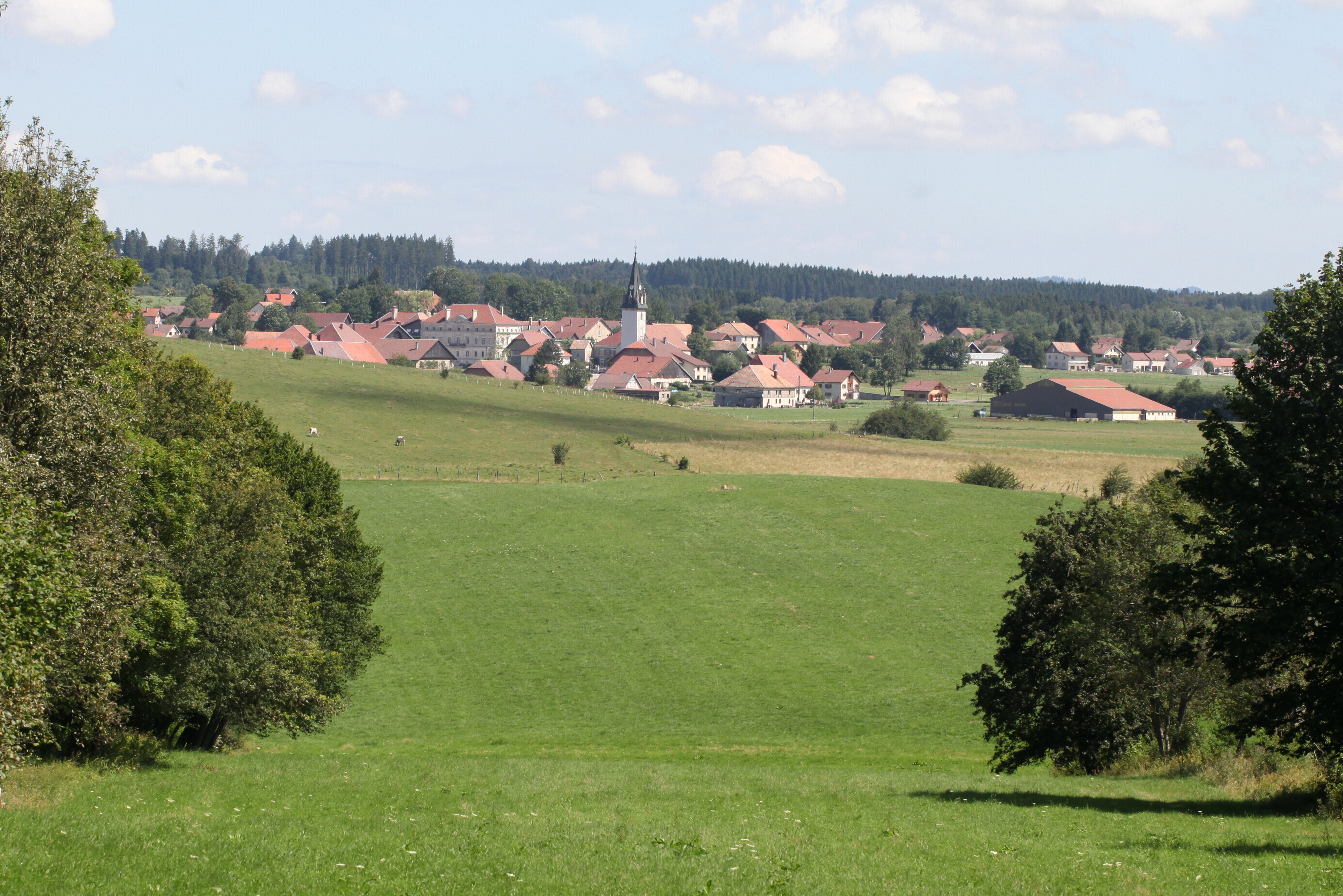
Vue générale.

### Personnalités liées à la commune
- Architecte Jean Pierre Drezet[22] est né en 1941 dans le haut Doubs à Arc-sous-Cicon. Diplomé Architecte DPLG en 1977, en 1978, il crée l'atelier Drezet à Belfort (1978 - 2011). Il a travaillé avec les collectivités locales, régionales et pour le privé dans les domaines suivants : enseignement, administratif, culturel, sportif, habitat, petite enfance, industriel et hospitalier.
- Général Jean-Baptiste Ambroise Ravier, né le 31 décembre 1766 à Arc-sous-Cicon dans le Doubs. Capitaine au 7e bataillon du Doubs en août 1792. Il fait la campagne d'Égypte. Nommé colonel le 17 août 1798. Il est blessé à Canope le 21 mars 1801. Il siège au conseil de guerre qui juge le duc d’Enghien en 1804. Il est fait baron d’Empire en 1808 puis général de brigade en 1809. Il décède en 1828.
- Émile Vuillemin Diplômé en 1843 de l'École des mines de Saint-Étienne, il entre à la Compagnie des mines d'Aniche en 1845, et il en est le directeur pendant près de cinquante ans[23].

### Héraldique
| Blason de Arc-sous-Cicon | Blason  | D'or à la fasce d'azur chargée d'une rose d'argent. |
| Blason de Arc-sous-Cicon | Détails | Le statut officiel du blason reste à déterminer.    |